# Poste de secours

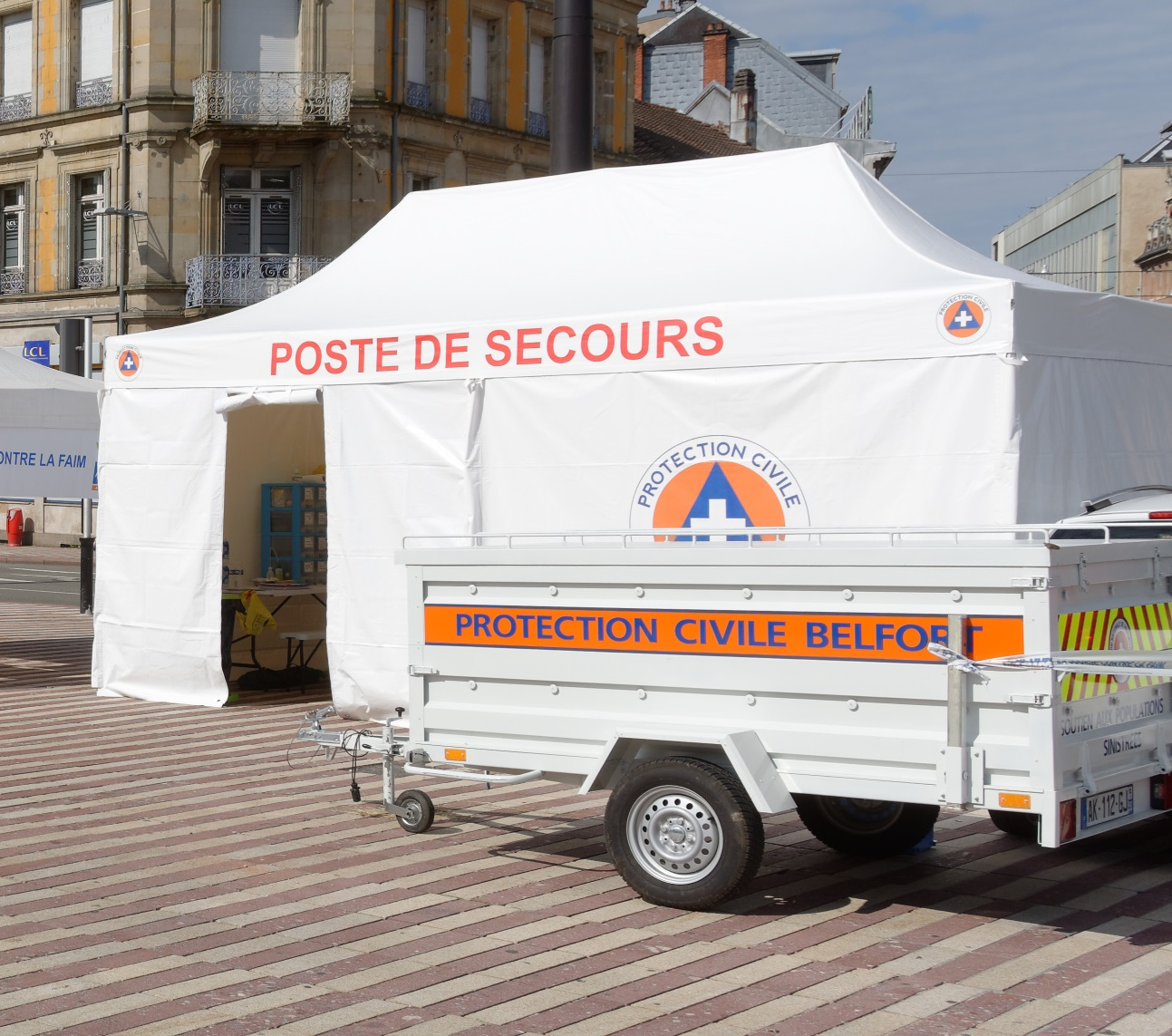
Dispositif prévisionnel de secours français, organisé par la Fédération nationale de protection civile en 2016.

Un poste de secours est un dispositif préventif mis en place pour couvrir un événement saisonnier (par exemple surveillance de plages) ou ponctuel (manifestation sportive ou culturelle, foire, concert, grand rassemblement…). Les personnels du poste prennent en charge les blessés et les victimes de malaises, effectuent les gestes de premiers secours et rendent compte aux autorités sanitaires compétentes en vue d'une éventuelle prise en charge médicale sur place ou d'une évacuation vers un centre hospitalier. Dans certains cas, le dispositif peut comprendre un poste de secours tenu par des secouristes, une infirmerie, et un poste médical avancé afin d'assurer efficacement plusieurs niveaux de prise en charge des victimes.
L'intérêt d'un poste de secours est double. Premièrement, la présence d'une équipe sur place permet une prise en charge rapide des victimes, ce qui est primordial en cas de détresse grave (hémorragie, inconscience, arrêt cardio-respiratoire…). De plus, le poste de secours permet de décharger les services d'urgence en traitant sur place les cas les plus bénins et en donnant des informations pertinentes au médecin régulateur.
Ces dispositifs permettent donc un gain de temps et de confort pour les victimes et un gain d'argent pour le système public de secours.

## Au Burkina Faso
Au Burkina Faso, certains organismes associatifs assurent des missions de secourisme. Ainsi, 63 secouristes formés par l'Ordre de Malte organisent une soixantaine de postes de secours par an.

## En France
En France, les postes de secours sont également appelés « dispositifs prévisionnels de secours » (DPS). Ils sont pleinement intégrés dans la doctrine des premiers secours définie par la loi de modernisation de la Sécurité civile de 2004. Les règles relatives à leur organisation sont définies par le Référentiel national de missions de sécurité civile — Dispositifs prévisionnels de secours (RNSC-DPS). Ce document fournit une grille d'évaluation des risques comprenant plusieurs indicateurs (nombre de participants, comportement du public, accessibilité du site et délai d'intervention des secours) qui permet de définir, pour chaque évènement, un dispositif de secours adéquat.
Les DPS sont obligatoirement tenus par des associations agréées de sécurité civile, qui peuvent être habilitées au transport des victimes vers un centre hospitalier. Par ailleurs, certains moyens matériels et humains complémentaires, tels qu'un poste médical avancé ou des effectifs de sapeurs-pompiers peuvent être associés au dispositif. Les secouristes rendent compte des victimes prises en charge au médecin régulateur du SAMU, qui décide si elles doivent être vues par un médecin et du centre hospitalier vers lequel elles doivent être évacuées le cas échéant.
Il existe également des dispositifs de secours régis par d'autres règles afin de s'adapter à certaines situations spécifiques. Par exemple, la surveillance des baignades est assurée par des sauveteurs spécialisés, qui doivent être titulaires du BNSSA ou détenir la qualité de Maître Nageur Sauveteur. Ces intervenants peuvent être issus de structures associatives telles que la SNSM, de corps de la police et de la gendarmerie, ou des sapeurs-pompiers volontaires.

## Au Mali
Au Mali, il existe des postes de secours dont l'activité est pilotée par le ministère de la sécurité et de la protection civile. Par ailleurs, lors d'évènements sportif tels que la Coupe d'Afrique des Nations de football 2002, des secouristes associatifs peuvent être amenés à organiser des postes de secours.

## Au Royaume-Uni

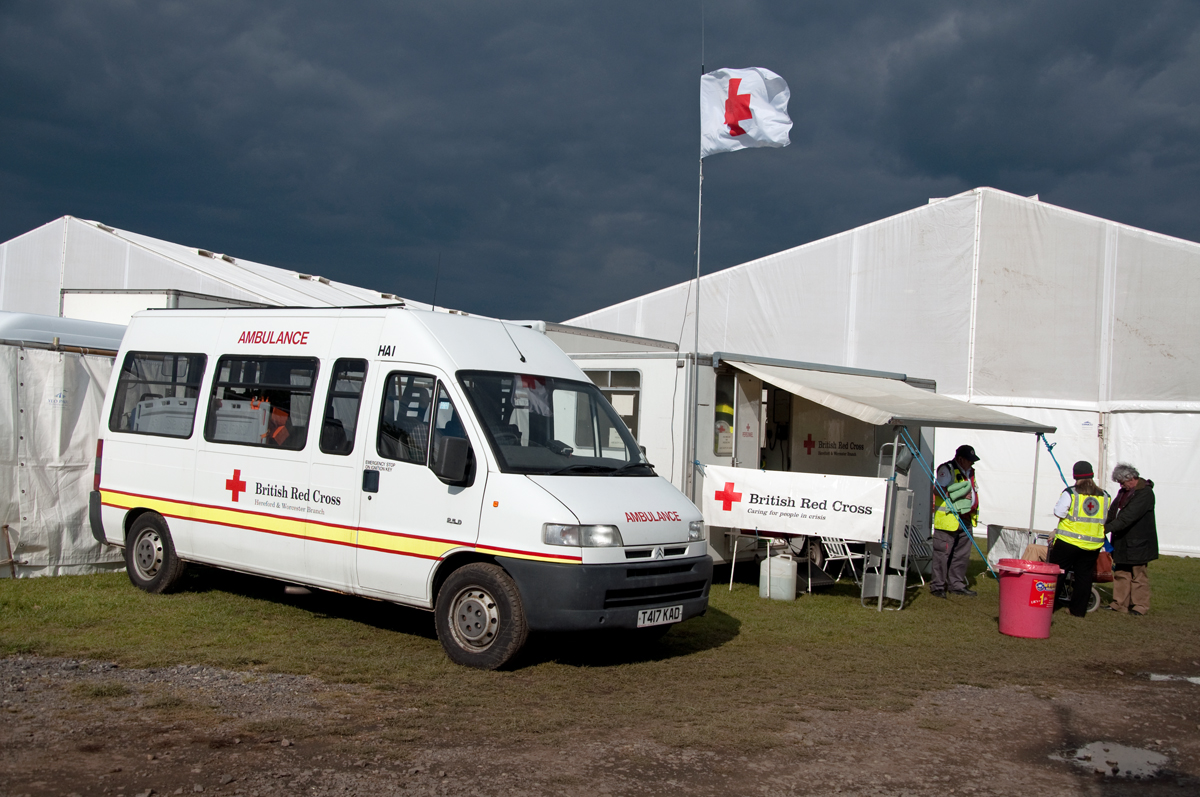
Poste de secours organisé par la Croix-Rouge britannique

Au Royaume-Uni, l'organisation des postes de secours entre dans le cadre d'une loi de 1981,. Les employeurs sont tenus de fournir à leurs employés les moyens humains et matériels permettant une prise en charge adéquate en cas d'accident ou de malaise sur leur lieu de travail. Cette obligation s'applique également aux organisateurs d'un évènement. La prise en charge du public n'est pas impérative, mais elle est fortement recommandée par l'Health & Safety Executive. L'organisation et le dimensionnement des postes de secours sont souples, mais doivent être adaptés aux caractéristiques de l'évènement. Il existe plusieurs organismes de secourisme spécialisés dans la tenue de poste de secours, tels que la Croix-Rouge britannique et Ambulance Saint-Jean.

## En Suisse
En Suisse, l'alliance des samaritains parle de « poste sanitaire ». Pour chaque poste sanitaire, elle évalue un niveau de risque compris entre 1 et 5 en fonction d'une check-list qui lui permet de déterminer le nombre de samaritains nécessaires ainsi que leur degré de qualification.